# Academia Nacional de la Gran Colombia
La Academia Nacional de Colombia o de la Gran Colombia fue una organización creada por la ley de 18 de marzo de 1826 e instalada sucesivamente por el gobierno colombiano, ley de educación pública ratificada por el congreso de la Gran Colombia el 9 de diciembre de 1826 y estaba compuesto por 21 miembros académicos nombrados por el vicepresidente Francisco de Paula Santander. Figuran los hombres de letras y ciencias de mayor brillo en la Gran Colombia.
Tenía el objeto de establecer, fomentar y propagar en toda Colombia el conocimiento y perfección de las artes, de las letras, de las ciencias naturales y exactas, de la moral y política. Estuvo compuesto por trece neogranadinos, siete venezolanos y un ecuatoriano:
1. José Félix Restrepo, Miembro de la dirección general de estudios y magistrado de la alta corte de justicia
2. Vicente Azuero, miembro de la dirección general de estudios y catedrático de derecho público de San Bartolomé
3. Estanislao Vergara, Miembro de la dirección general de estudios y magistrado de la alta corte
4. José María del Castillo y Rada, secretario de hacienda
5. José Manuel Restrepo, secretario del interior
6. José Rafael Ravenga, secretario de relaciones exteriores
7. Pedro Gual, Ministro penipotenciario en el congreso anfictiónico de Panamá
8. José María Salazar, ministro de alta corte y ministrso plenipotenciario en los Estados Unidos del Norte.
9. Jerónimo Torres, vicepresidente actual del senado y director de la casa de moneda
10. Francisco Javier Yáñez, ministro de alta corte de justicia de Venezuela
11. Crisóbal Mendoza, Intendente de Venezuela
12. José Joaquín Olmedo, Ministro del Perú en Londrés
13. Fray Diego Francisco Padilla, agustino calzado
14. Mariano de Talavera, arcediano de Cartagena
15. Manuel Benito Revollo
16. Santiago Arroyo, Ministro de Justicia del Cauca
17. José Fernández Madrid
18. Andrés Bello, secretario de la legación de Londres
19. Francisco Soto, Catedrático  de economía política en el Colegio de San Bartolomé
20. José Lanz, Coronel de Ingenieros
21. Pedro Acevedo, Oficial mayor de secretaria de guerra.